# Zyginopsis flammigera
Zyginopsis flammigera är en insektsart. Zyginopsis flammigera ingår i släktet Zyginopsis och familjen dvärgstritar. Utöver nominatformen finns också underarten Z. f. rufinervis.